# Древесные рисовые хомячки
Древесные рисовые хомячки (лат. Oecomys) —  род хомяков Нового Света из подсемейства Sigmodontinae, обитающих в Центральной и Южной Америке. Включает 19 видов.

## Описание
Длина тела древесных рисовых хомячков составляет от 12 до 15 сантиметров и длина хвоста от 12 до 16 сантиметров. Насколько известно, они весят от 20 до 70 граммов, их мех коричневый, красновато-коричневый или черноватый сверху с рябью (или струйчатостью), создаваемой черными вершинами отдельных волосков, нижняя сторона белая или светло-коричневая. Хвост опушён, у некоторых видов лишь слегка опушён. Стопы широкие и приспособлены к лазающему образу жизни.

## Распространение и образ жизни
Эти грызуны обитают на юге Центральной и в северной части Южной Америки, их ареал простирается от Коста-Рики до центральной Бразилии. Они обитают как на лугах, так и в лесах.
Об образе жизни известно очень мало. Многие виды живут на деревьях, но некоторых можно достаточно часто встретить и на земле.
По данным МСОП, вид O. cleberi находится под угрозой исчезновения, он известен только из Бразильского федерального округа. Остальные виды не находятся под угрозой исчезновения.

## Состав рода
- Oecomys auyantepui живёт на юге Венесуэлы, в трёх штатах Гайаны и на севере Бразилии.
- Двухцветный древесный хомячок (Oecomys bicolor) широко распространён от восточной Панамы до центральной Бразилии.
- Oecomys catherinae обитает на юго-востоке Бразилии.
- Древесный хомячок Клебера (Oecomys cleberi) известен только из бразильского федерального округа и находится под угрозой исчезновения.
- Одноцветный древесный хомячок (Oecomys concolor) встречается от юга Венесуэлы до северной Боливии, точный ареал распространения неясен.
- Жёлтый древесный хомячок (Oecomys flavicans) обитает в Колумбии и Венесуэле.
- Oecomys franciscorum  обитает в Чако[2].
- Парагвайский древесный хомячок (Oecomys mamorae) обитает в Боливии, северном Парагвае и западной Бразилии.
- Oecomys matogrossensis встречается в штате Мату-Гросу на юге Бразилии.
- Бразильский древесный хомячок (Oecomys paricola) произрастает в Бразилии к югу от Амазонки, точный ареал распространения неясен.
- Тёмный древесный хомячок (Oecomys phaeotis) обитает, насколько известно, в восточном Перу.
- Королевский древесный хомячок (Oecomys rex) обитает на юге Венесуэлы, в трех штатах Гайаны и на севере Бразилии.
- Древесный хомячок Роберта (Oecomys roberti)  распространён от южной Венесуэлы до центральной Бразилии.
- Красный древесный хомячок (Oecomys rutilus) встречается в трех штатах Гайаны и на севере Бразилии.
- Древесный рисовый хомячок (Oecomys speciosus) обитает в Колумбии, Венесуэле и на острове Тринидад.
- Предгорный древесный хомячок (Oecomys superans) встречается от Колумбии до Перу.
- Oecomys sydandersoni  встречается в Боливии.
- Oecomys tapajinus  встречается в восточной части Амазонии.
- Тринидадский древесный хомячок (Oecomys trinitatis) распространён от Коста-Рики до центральной Бразилии, включая остров Тринидад.